# 胡毋謙之
胡毋谦之（?—?），字子光，晋朝泰山郡奉高县（今山东省泰安市）人。胡毋辅之之子。
胡毋谦之才学不及胡毋辅之，但是傲诞不羁超过其父。不拘小节，嗜酒沉醉终日，常常称呼其父的表字，胡毋辅之不介意，谈论的人以为他狂放。胡毋辅之正在酣饮，胡毋谦之厉声道：“彦国（胡毋辅之表字）年老，不能再这样！这样要让我将来光着屁股背向东面墙壁的。”胡毋辅之欢笑，喊他进来一块喝。死时不满三十岁。